# Filialkirche St. Georgen an der Mattig

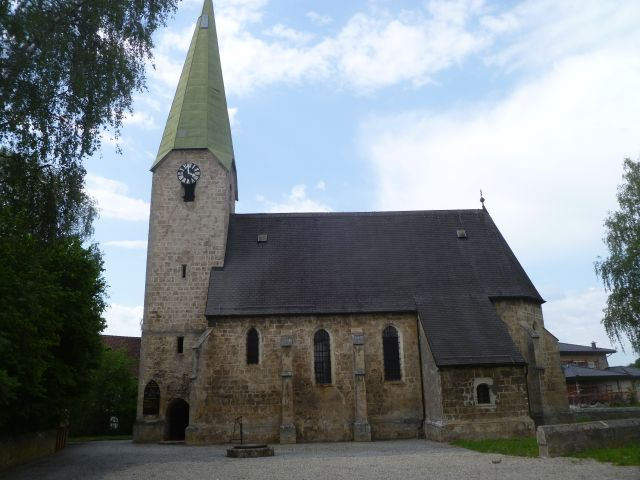
Filialkirche hl. Georg in St. Georgen an der Mattig

Die römisch-katholische Filialkirche St. Georgen an der Mattig mit dem Patrozinium hl. Georg steht im Ort St. Georgen an der Mattig in der Gemeinde Burgkirchen in Oberösterreich und  untersteht der Pfarrkirche Burgkirchen. Seit dem 1. Jänner 2023 gehört Burgkirchen als eine von 14 Pfarrteilgemeinden zur Pfarre Braunau der Diözese Linz. Die Kirche und der Kirchhof mit Ummauerung stehen unter Denkmalschutz (Listeneintrag).

## Architektur
Der gotische Kirchenbau hat ein einschiffiges dreijochiges Langhaus mit einem leicht eingezogenen, einjochigen Chor mit einem Fünfachtelschluss. Über Langhaus und Chor sind weit gespannte Netzrippengewölbe. Der Westturm mit einem abgekappten Giebel trägt einen achtseitigen Spitzhelm. Das Läuthaus sowie die Sakristei haben ein Sternrippengewölbe. Die hölzerne Westempore ist aus dem dritten Viertel des 17. Jahrhunderts.

## Ausstattung
Die Kirche hat eine hervorragende barocke Ausstattung. Der Hochaltar hl. Georg, der linke Seitenaltar hl. Martin und der rechte Seitenaltar hl. Sebastian sind Hauptwerke der Brüder Martin Zürn und Michael Zürn aus Burghausen (1645–1650). Vorbild für die Sebastiansgruppe war das Altarblatt in Aspach. Der Hochaltar wurde 1948–1951 und die Seitenaltäre 1952–1954 restauriert. Die einfache Kanzel ist aus dem zweiten Viertel des 17. Jahrhunderts. Das schmiedeeiserne Abschlussgitter ist aus der Mitte des 17. Jahrhunderts.

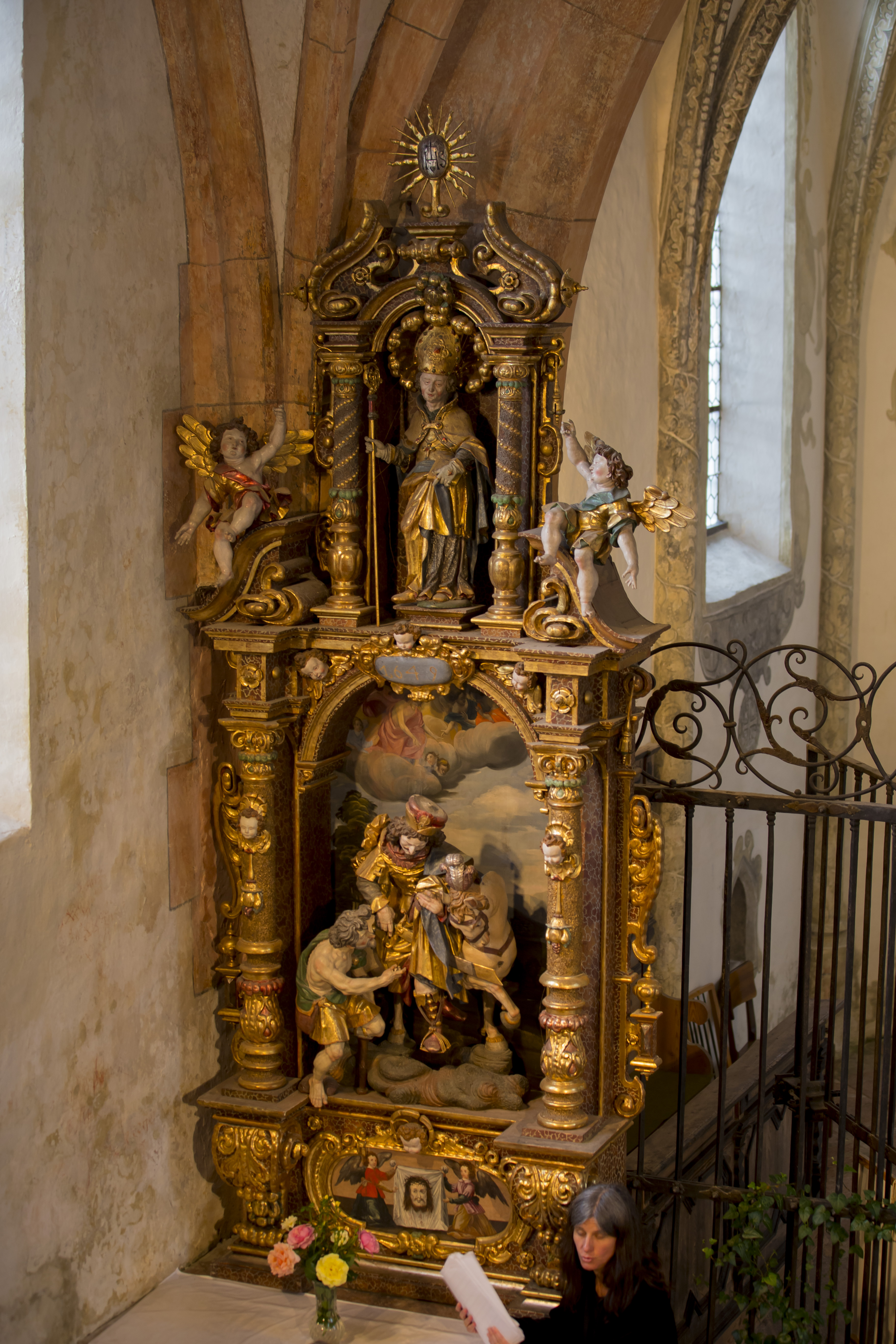
Linker Seitenaltar der Kirche St. Georgen an der Mattig
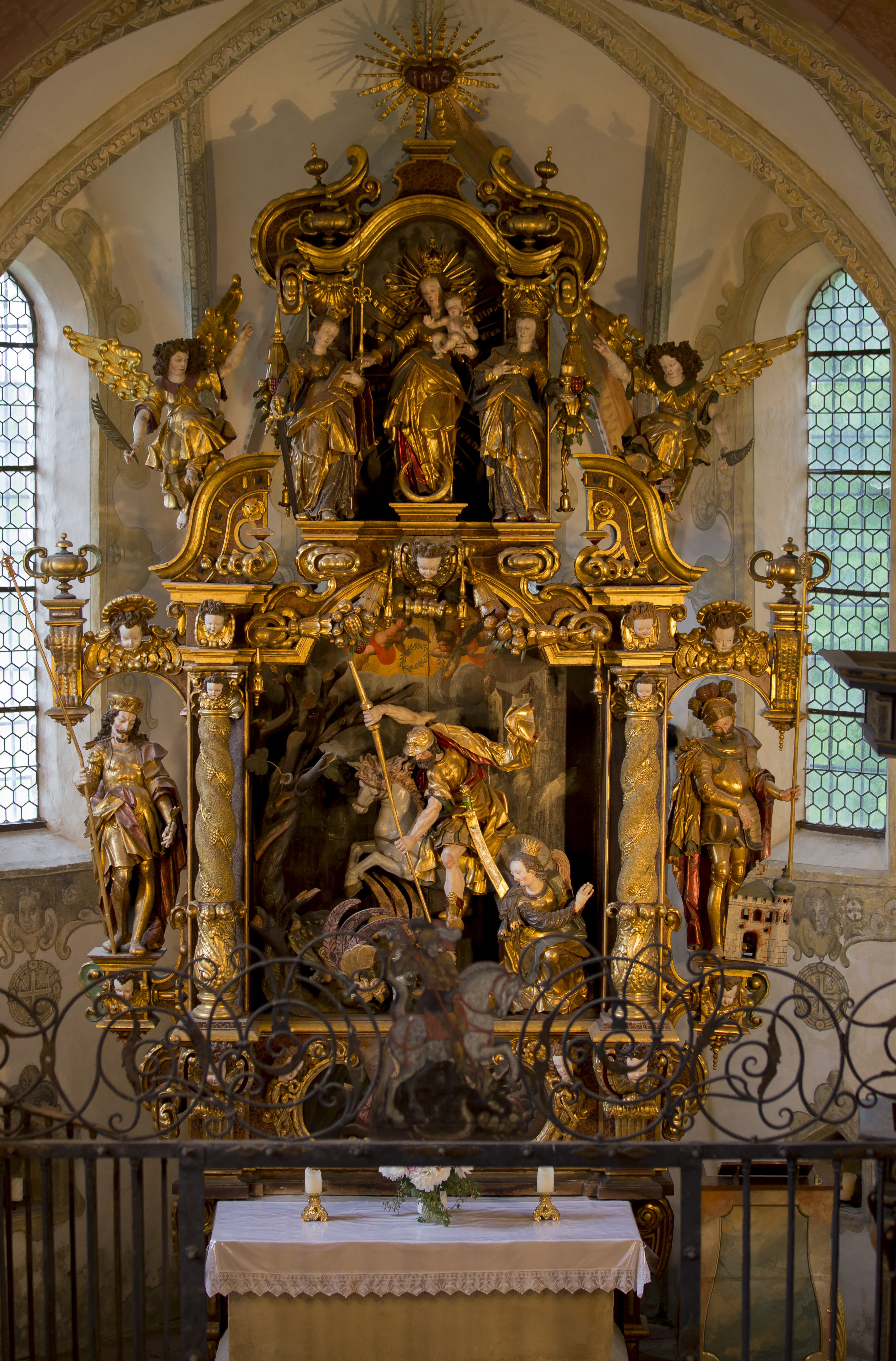
Hochaltar Kirche St. Georgen an der Mattig
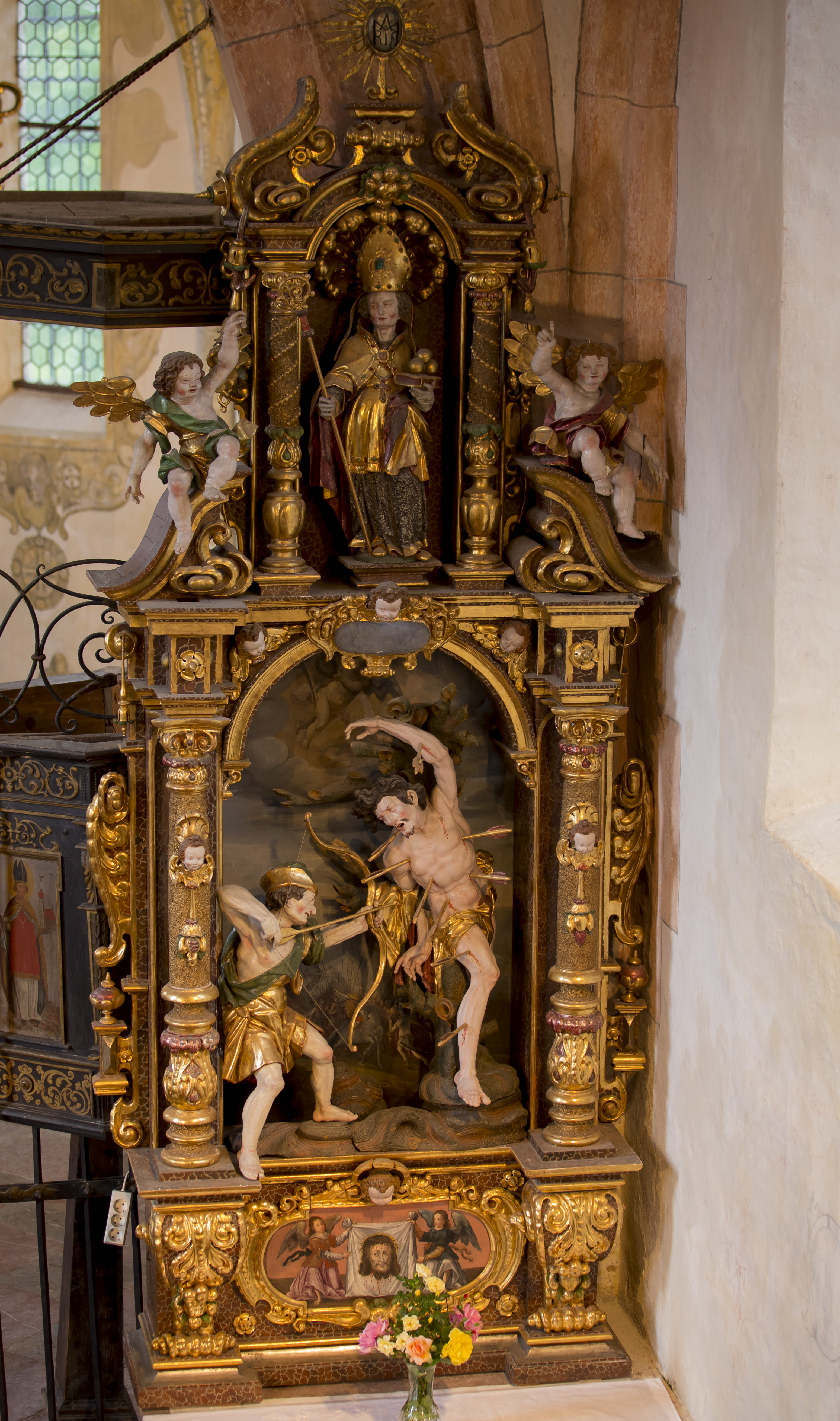
Rechter Seitenaltar Kirche St. Georgen an der Mattig